# God is an Astronaut
God is an Astronaut é uma banda de Glen of the Downs, em Wicklow, na Irlanda. Suas músicas combinam melodias épicas de post-rock com a precisão de elementos de space rock.

## História
A banda foi formada em 2002 pelos irmãos gêmeos Niels Kinsella e Torsten Kinsella, que tiveram a inspiração para o nome em uma citação no filme Nightbreed. The End of the Beginning é o álbum de estréia de God Is an Astronaut, foi lançado em (2002) com a Revive Records que é considerado independente pela banda. O álbum foi concebido para ser uma despedida à indústria. Os videoclipes das músicas "The End of the Beginning" e "From Dust to the Beyond" produzidos pela banda receberam airplay na MTV UK e em outras redes da MTV Europe. Muitos consideram God is an Astronaut como uma das melhores bandas instrumentais do mundo.
Em meados de 2006, fizeram um acordo de licenciamento com a gravadora independente Rocket Girl no Reino Unido gravando um EP, chamado A Moment of Stillness, e seu segundo álbum, All Is Violent, All Is Bright foi relançado. O single "Fragile" tocou no programa 120 Minute Show, da MTV2 UK, e no The Comedown, da MTV UK.
Seu terceiro álbum, Far from Refuge, foi lançado em Abril de 2007 pela Revive Records e estava disponível para download em seu site. Seu quarto álbum, autointitulado God Is an Astronaut, foi lançado em 7 de Novembro de 2008 pela Revive Records. Em 12 de fevereiro de 2010, um single foi lançado em seu site intitulado In The Distance Fading, e a segunda faixa de seu quinto álbum, chamado Age of the Fifth Sun foi lançado em 17 de maio de 2010.
God is an Astronaut participou do Eurosonic Festival em 2012, quando a Irlanda era o "País Holofote".

### Performance ao vivo
Nas performances ao vivo da banda é feito uso de projeção, imagens editadas juntamente com arranjos de iluminação para formar o que a banda chama de "show audiovisual completo". Cada canção é acompanhada por seu próprio vídeo. Os membros da banda incluem Niels Kinsella (baixo / guitarra / efeitos visuais), Torsten Kinsella (vocais / guitarra / teclado), Lloyd Hanney (bateria), Jamie Dean (piano / sintetizadores) e Gazz Carr (guitarra).

### Primeira turnê nos EUA
No início de 2008, a banda embarcou em sua primeira turnê pelos Estados Unidos. No dia em que determinaram para voltar para casa, o valor de $20.000 em equipamento foi roubado de sua van, em Nova Jersey. Seu equipamento não possuía seguro e uma turnê que já havia custado $20.000 para organizar, de repente dobrou de custo.

## Membros

### Atuais
- Torsten Kinsella - Vocais, Guitarra, Teclado (2002-presente)
- Niels Kinsella - Baixo, Guitarra, Efeitos Visuais (2002-presente)
- Jamie Dean - Piano, Sintetizadores (2011-presente)
- Gazz Carr - Guitarra (2012-presente)
- Lloyd Hanney - Bateria (2003-presente)

### Integrantes de apoio
- Pat O'Donnell (Co-autor) - Guitarra (2006-presente)
- Stephen Whelan (Baterista Periódico) - Bateria (2012-presente)

### Ex-integrantes
- Conor Ryan - Bateria (2011)
- Michael Fenton - Bateria (2011)

## Discografia
- The End of the Beginning (2002)
- All Is Violent, All Is Bright (2005)
- A Moment of Stillness (2006)
- Far from Refuge (2007)
- God Is an Astronaut (2008)
- Age of the Fifth Sun (2010)
- Origins (2013)
- Helios/Erebus (2015)
- Epitaph (2018)
- Ghost Tapes #10 (2021)